# Pontifícia Universidade Católica de Minas Gerais
Die Pontifícia Universidade Católica de Minas Gerais (PUC-MG) ist eine brasilianische katholische Universität in Belo Horizonte. Sie bietet Kurse und Ausbildungsprogramme auf verschiedenen Ebenen der sekundären und tertiären Bildung. Rund 80.000 Studierende sind an der PUC eingeschrieben (Stand 1. Semester 2024).

## Geschichte
Die Katholische Universität von Minas Gerais wurde am 12. Dezember 1958 durch den Erzbischof von Belo Horizonte Antônio dos Santos Cabral gegründet und entstand aus einem 1926 gegründeten Seminar, das 1948 und 1949 um mehrere Fakultäten erweitert wurde. Cabrals Koadjutor João Resende Costa wurde erster Großkanzler der Universität. Papst Johannes Paul II. verlieh ihr 1983 den Status einer Päpstlichen Universität.
2003 richtete die PUC-MG als eine der ersten Universitäten Brasiliens ein Labor für klimatologische Forschung ein.